# سه رقصنده
سه رقصنده (فرانسوی: Les Trois Danseuses) یک نقاشی اثر هنرمند اسپانیایی، پابلو پیکاسو، است که در ژوئن ۱۹۲۵ نقاشی شده‌است. این نقاشی رنگ روغن روی بوم کرباس است و ابعاد ۸۴٫۸ اینچ در ۵۶ اینچ (۲۱۵٫۳ سانتی‌متر در ۱۴۲٫۲ سانتی‌متر) دارد.
این اثر متعلق به گالری تیت لندن است که در سال ۱۹۶۵ خریداری شده‌است و در حال حاضر به عنوان بخشی از نمایشگاه «شعر و رؤیا» در تیت مدرن به نمایش درمی‌آید.